# Genetická vzdálenost
Genetická vzdálenost je míra genetické divergence mezi druhy nebo mezi populacemi v rámci druhu. Můžeme ji vyjádřit jako stupeň rozdílnosti určitých genů, který odráží dobu, před kterou se dané druhy či populace rozdělily. Genetickou vzdálenost lze určit například jako počet rozdílných nukleových bazí mezi dvěma sekvencemi DNA, nebo jako rozdíl ve frekvenci alel určitého genu mezi dvěma populacemi.

## Biologický základ
Život na Zemi začal jednoduchými jednobuněčnými organismy, které se vyvinuly ve velmi komplexní mnohobuněčné organismy v průběhu více než tří miliard let. Vytvoření úplného stromu života, jež by zahrnoval všechny organismy, které kdy žily na Zemi, je důležité pro porozumění evoluci života s ohledem na všechny výzvy, jimž živé organismy čelí a vyrovnání se s podobnými výzvami v budoucnosti. Zásadními prostředky pro vytvoření evoluční historie živých organismů jsou fosilní datování a molekulární hodiny. Fosilní záznam je náhodný, neúplný a neposkytuje souvislý řetězec událostí, tak jako film s chybějícími záběry nemůže vypovědět celý děj.
Na druhé straně molekulární hodiny jsou specifické sekvence DNA, RNA nebo proteinů (aminokyselin), které jsou využívány k určení podobností a rozdílností mezi druhy na molekulární úrovni, ke zjištění časové osy divergence a k nalezení společného předka druhů na základě mutačních rychlostí a nahromaděných změn v těchto sekvencích. Hlavním motorem evoluce jsou mutace či změny v genech a zhodnocení těchto změn v čase udává přibližnou genetickou vzdálenost mezi druhy. Tyto specifické molekulární hodiny jsou napříč mnoha druhy zakonzervované, mají konstantní rychlost mutací a jsou kalibrovány na základě evolučních událostí (fosilních záznamů). Například gen pro alfa globin (součást hemoglobinu) mutuje rychlostí 0,56 na pár bazí za miliardu let. Molekulární hodiny mohou vyplnit mezery vzniklé chybějícími fosilními záznamy. Na druhou stranu však mohou podporovat ranější divergence, než se zdá být na základě fosilního záznamu přijatelné; takový problém se týká např. rozkolu hlavních linií primátů.
V genomu organismů se každý gen nachází na specifickém místě zvaném lokus. Variabilita alel v těchto lokusech způsobuje fenotypovou variabilitu uvnitř druhů (např. barva vlasů, barva očí). Nové alely v populaci vzniklé mutací buď vymizí, nebo se rozšíří napříč populací. Pokud je populace rozdělena na různé izolované populace (geografickými nebo ekologickými faktory), mutace, jež se objeví po rozdělení, budou přítomné pouze v dané izolované populaci. Náhodné kolísání frekvencí alel také způsobuje genetickou rozrůzněnost mezi populacemi. Tento proces je známý jako genetický drift. Zkoumáním rozdílů ve frekvenci alel mezi populacemi a výpočtem genetické vzdálenosti můžeme odhadnout, před jak dlouhou dobou byly dané dvě populace odděleny. 
Předpokládejme sekvenci DNA nebo hypotetický gen, který má mutační rychlost jednu bázi za 10 milionů let. Pokud použijeme tuto sekvenci DNA, můžeme určit divergenci dvou různých druhů nebo genetickou vzdálenost mezi dvěma různými druhy tak, že spočítáme rozdíly v párech bazí mezi nimi. Například rozdíl ve 4 bazích mezi hypotetickými sekvencemi by naznačoval, že každá sekvence v průběhu evoluce nahromadila 2 mutace a že jejich společný předek tedy žil nejméně před 20 miliony let.